# Eemil Helander
Eemil Helander (* 28. Mai 2001 in Petäjävesi) ist ein finnischer Leichtathlet, der sich auf den Hindernislauf spezialisiert hat.

## Sportliche Laufbahn
Erste internationale Erfahrungen sammelte Eemil Helander beim Europäischen Olympischen Jugendfestival (EYOF) 2017 in Győr, bei dem er in 6:03,63 min die Bronzemedaille über 2000 m Hindernis gewann. Im Jahr darauf belegte er bei den U18-Europameisterschaften ebendort in 5:52,59 min den achten Platz und anschließend gelangte er bei den Olympischen Jugendspielen in Buenos Aires auf Rang sechs. 2019 belegte er bei den U20-Europameisterschaften in Borås in 9:04,01 min den fünften Platz über 3000 m Hindernis und 2021 wurde er bei den U23-Europameisterschaften in Tallinn in 8:39,75 min Vierter. Im Dezember lief er bei den Crosslauf-Europameisterschaften in Dublin nach 25:31 min auf dem 27. Platz im U23-Rennen ein. Im Jahr darauf wurde er bei den Crosslauf-Europameisterschaften 2022 in Turin nach 24:49 min 24. im U23-Rennen. 2023 wurde er bei der 1. Liga der Team-Europameisterschaft im Zuge der Europaspiele in Chorzów in 14:07,73 min Zehnter im 5000-Meter-Lauf. Anschließend gewann er bei den U23-Europameisterschaften in Espoo in 13:40,15 min die Silbermedaille hinter dem Briten Charles Hicks, ehe er bei den World University Games in Chengdu in 14:21,80 min den siebten Platz belegte.
2023 wurde Helander finnischer Meister im 5000-Meter-Lauf.

## Persönliche Bestleistungen
- 3000 Meter: 7:55,31 min, 25. Mai 2022 in Lahti
  - 3000 Meter (Halle): 8:01,17 min, 13. Februar 2022 in Uppsala
- 5000 Meter: 13:40,15 min, 14. Juli 2023 in Espoo
- 3000 m Hindernis: 8:39,75 min, 11. Juli 2021 in Tallinn